# Stadsmuur (Zwolle)

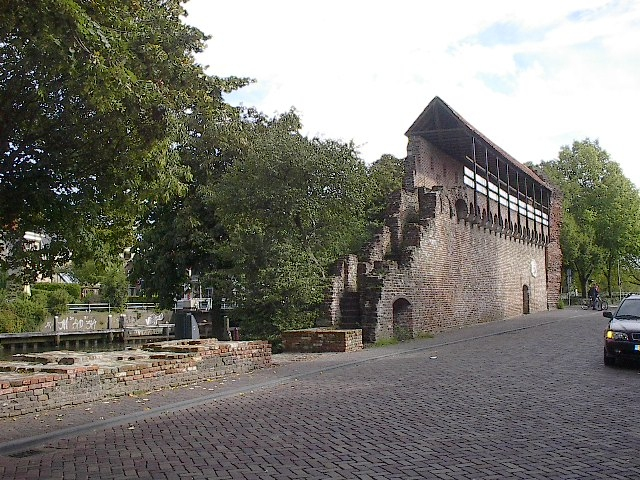
Stadsmuur met aan het eind restanten van de Diezerpoort.

De stadsmuur van Zwolle is een stadsmuur die in vroegere tijden diende als bescherming tegen belegeringen en kanonsvuur. De stadsmuur van Zwolle heeft één keer een beleg moeten doorstaan.

In 2004 werden er tijdens een opgraving aan Achter de Broeren restanten blootgelegd van twee oude stadsmuren. De eerste muur dateert van voor 1300 en de andere muur is in de 14e eeuw gebouwd om de oudere muur te vervangen, omdat deze verzakte.

De muur omgaf de gehele stad. Oorspronkelijk waren er 23 torens opgenomen in de muur. Hiervan zijn alleen de Zwanentoren, de Wijndragerstoren en de Pelserpoorttoren overgebleven.
Op verschillende plekken waren poorten aangebracht:
- Diezerpoort
- Kamperpoort
- Luttekepoort
- Rode Toren
- Sassenpoort
- Steenpoort
- Vispoort
- Waterpoort

Hiervan is alleen de Sassenpoort in zijn geheel bewaard gebleven.

## Lijst van poorten en torens van de Zwolse stadsmuur

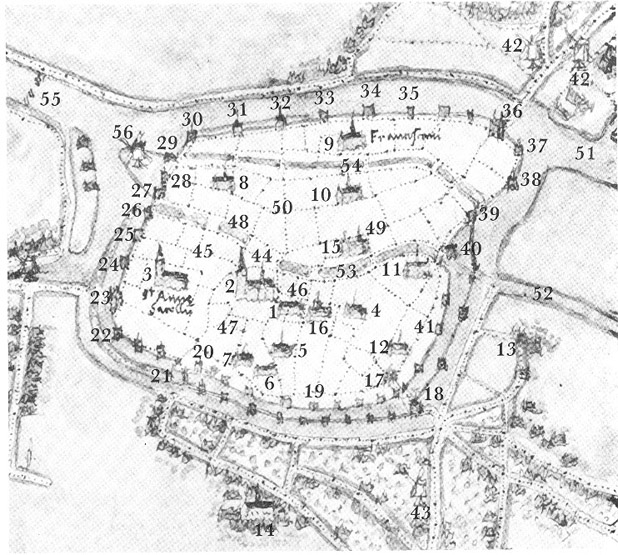
Kaart van Zwolle uit 1570 van Jacobus van Deventer-Middelburg

| Nr   | Naam                                                | Type  | Richting         | Locatie                                                 | Opmerkingen                                                             |
| ---- | --------------------------------------------------- | ----- | ---------------- | ------------------------------------------------------- | ----------------------------------------------------------------------- |
| 33   | Wijndragerstoren                                    | toren | noorden          | Broerenkerkplein, Aan de Stadsmuur                      | intact                                                                  |
| 34   | Koormakerstoren                                     | toren | noordnoordoosten | Aan de Stadsmuur / Pletterstraat, uiteinde Klokkensteeg | fundament intact onder de gebouwen van het Oversticht                   |
| 35   | onbekend                                            | toren | noordnoordoosten | Pletterstraat                                           |                                                                         |
|      | Pelsertoren of Pelserpoorttoren                     | toren | noordnoordoosten | Pletterstraat, uiteinde Drietrommeltjessteeg            | intact                                                                  |
|      | onbekend                                            | toren | noordnoordoosten | Pletterstraat                                           |                                                                         |
| 36   | Diezer(binnen)poort                                 | poort | noordoosten      | uiteinde Diezerstraat, Pletterstraat / Kerkstraat       |                                                                         |
| 37   | Bulderbastoren                                      | toren | noordoosten      | Kerkstraat                                              |                                                                         |
| 38   | Stratenmakerstoren of Aelbert Mulerstoren           | toren | oostnoordoosten  | Kerkstraat                                              |                                                                         |
| 39   | Kruitmakerstoren of Houttoren                       | toren | oostnoordoosten  | Kerkstraat / Ter Pelkwijkstraat                         | in nabijheid doorgang Kleine Aa                                         |
| 40   | Spoelpoort                                          | poort | oosten           | Ter Pelkwijkstraat                                      | doorgang Grote Aa                                                       |
|      | onbekend                                            | toren | zuidzuidoosten   | Ter Pelkwijkstraat / Walstraat                          |                                                                         |
| 41   | Trompetterstoren                                    | toren | zuidzuidoosten   | Walstraat                                               |                                                                         |
|      | onbekend                                            | toren | zuidoosten       | Walstraat                                               |                                                                         |
| 17   | Sassenpoort                                         | poort | oostzuidoosten   | uiteinde Sassenstraat                                   | intact                                                                  |
|      | onbekend                                            | toren | oostzuidoosten   | Koestraat                                               |                                                                         |
|      | onbekend                                            | toren | oostzuidoosten   | Koestraat                                               |                                                                         |
|      | onbekend                                            | toren | oostzuidoosten   | Koestraat                                               |                                                                         |
| (19) | onbekend                                            | toren | zuiden           | Koestraat                                               |                                                                         |
|      | onbekend                                            | toren | zuidzuidwesten   | Koestraat                                               |                                                                         |
|      | onbekend                                            | toren | zuidzuidwesten   | Blijmarkt                                               |                                                                         |
|      | onbekend                                            | toren | zuidzuidwesten   | Blijmarkt                                               |                                                                         |
| 20   | Lesker Gerrits toren                                | toren | zuidzuidwesten   | Blijmarkt                                               |                                                                         |
| 21   | Luttekepoort, Kruittoren of (Nieuwe) Gelderse toren | toren | zuidzuidwesten   | uiteinde Luttekestraat                                  |                                                                         |
|      | onbekend                                            | toren | zuidzuidwesten   | Eekwal                                                  |                                                                         |
|      | onbekend                                            | toren | zuidzuidwesten   | Eekwal                                                  |                                                                         |
| 22   | Oude Kruittoren                                     | toren | zuidwesten       | Eekwal                                                  |                                                                         |
| 23   | Kamperpoort of Voorsterpoort                        | poort | westzuidwesten   | uiteinde Kamperstraat                                   |                                                                         |
| 24   | Drakentoren of Stokmanstoren                        | toren | westzuidwesten   | Jufferwal                                               |                                                                         |
| 25   | Hanentoren of Organistentoren                       | toren | westen           | Jufferwal                                               |                                                                         |
| 26   | Stadsroedendragerstoren                             | toren | westnoordwesten  | Jufferwal                                               |                                                                         |
| 27   | Waterpoort of Roopoort                              | poort | westnoordwesten  | uiteinde Melkmarkt                                      | doorgang Grote Aa                                                       |
| 28   | Rode Toren                                          | poort | westnoordwesten  | Rodetorenplein                                          | toegang tot buiten de stadsmuur gelegen havenplein aan het Zwarte Water |
| 29   | Jan Bagstoren                                       | toren | westnoordwesten  | Rodetorenplein / Buitenkant                             | in nabijheid doorgang Kleine Aa                                         |
| 30   | Zwanentoren                                         | toren | noordwesten      | Buitenkant                                              | deels intact                                                            |
| 31   | Steenpoort of Sint-Georgiuspoort                    | poort | noordnoordwesten | Buitenkant, uiteinde Steenstraat                        |                                                                         |
| 32   | Vispoort of Sint-Michaelspoort                      | poort | noordnoordwesten | Vispoortenbrug                                          |                                                                         |

## Gebruikte literatuur
1. ↑  Hove, ten J. (2005). Geschiedenis van Zwolle Zwolle: Waanders. ISBN 9040090505

- Gezicht op de Vrije Keizerlijke Rijks- en hanzestad Zwolle[dode link], uit het werk van Daniel Meißner en Eberhard Kieser

Alkmaar · Amsterdam · Borculo · Bredevoort · Coevorden · Enschede · Haarlem · Hattem · 's-Hertogenbosch · Huissen · Klundert · Lochem · Maastricht · Montfoort · Naarden · Ommen · Ootmarsum · Rhenen · Roermond · Rijssen 
· Sittard · Sneek · Steenbergen · Terborg · Valkenburg · Zaltbommel · Zwolle